# 教宗西玛克
教宗聖辛瑪（拉丁語：Sanctus Symmachus PP.）自498年11月22日至514年7月19日为教宗。

## 译名列表
- ：梵蒂冈广播电台[永久]作。
- ：香港天主教教區檔案　歷任教宗作。